# Kaluyo vallegrandino
El kaluyo vallegrandino es una danza típica de Vallegrande, Bolivia, derivada del Kaluyo, que consta de cuatro versos octosilábicos o redondillas. El canto de las coplas del Kaluyo, es casi siempre acompañado por la guitarra, que es pulsada "al rasguño”, es decir haciendo correr las puntas de los dedos, más específicamente con las uñas, sobre las seis cuerdas en conjunto y a la altura de los trastes inferiores del instrumento. Tiene mucho que ver con los elementos de la zamacueca en su gracia y del huayño en su rítmica. En cuanto a su temática literaria, hay una diversidad de conceptos, que incluyen: amatorias, lamentosas, quejumbrosas, sentenciosas, testivas, patriotas, religiosas y costumbristas.
Su nombre proviene de las palabras aimaras "Qala", que significa piedra, y "uyu", que significa hueco. Podría significar también
"cerco de piedras".